# Campeonato de Campeones de Chile
La Copa de Campeones de Chile o Campeonato de Campeones de Chile fue una competición oficial de fútbol profesional de Chile que se disputaba anualmente entre los clubes campeones de Primera División.
Fue organizado por la Asociación Central de Fútbol de Chile (ACF), perteneciente a la Federación de Fútbol de Chile, y se jugó desde 1943 hasta 1945.
El último campeón fue Colo-Colo, mientras que el equipo con más títulos fue Santiago Morning, con dos en total.

## Historia
Uno de los antecedentes de este tipo de competición en Chile fue la Copa de Campeones de Santiago, disputada a nivel amateur entre el campeón de la División de Honor de la Liga Metropolitana de Deportes y los campeones de la Copa Chile y la Copa República de la Asociación de Football de Santiago. Una edición de este campeonato se disputó en 1925, cuyo ganador fue Colo-Colo.
Otro antecedente de una competencia entre equipos campeones fue el Campeonato Absoluto de Chile de 1938, consistente en un partido único entre el campeón del Campeonato Nacional Amateur y el campeón de Primera División de la Asociación de Fútbol Profesional de Santiago, la selección de Iquique y Colo-Colo, respectivamente. El ganador fue el conjunto albo, que ganó por 3-2.
Finalmente, desde 1943, la Asociación Central de Fútbol de Chile (ACF) organizó un campeonato entre los equipos que habían obtenido al menos un título de Primera División, que se denominó Campeonato o Copa de Campeones de Chile. Si bien, algunas de las ediciones de esta competición han sido habitualmente agrupadas y denominadas por algunas fuentes como Campeonatos de Apertura, en la práctica constituyeron certámenes diferentes, con reglas y formatos diversos. El Campeonato o Copa de Campeones, junto con estar reservado para los equipos campeones de la máxima categoría, tenía el formato de una liga, bajo un sistema de todos contra todos, a diferencia del Campeonato de Apertura, que comúnmente se disputaba bajo un formato de eliminación directa. Aun cuando la historia de ambas competencias ha tendido a fundirse con el paso del tiempo, a comienzos de los años 1940 la diferencia entre las dos era marcada, tal es así, que en las temporadas 1943 y 1944 se programaron ambos campeonatos de forma casi simultánea.
Años más tarde, se disputaron otras competiciones entre clubes campeones del fútbol chileno, de carácter no oficial, como aquella disputada el 31 de enero de 1982, entre Deportes Arica y Colo-Colo, campeones de Segunda y Primera División de la temporada 1981, respectivamente. El premio en disputa era el Trofeo La Tercera, que fue obtenido por el cuadro ariqueño luego de derrotar por 3-2 al conjunto albo en el Estadio Carlos Dittborn, ante 15.140 personas.
Desde 2013, se ha instaurado una nueva competición oficial entre campeones del fútbol chileno: la Supercopa de Chile, a disputarse en partido único entre los campeones de Primera División y Copa Chile.

## Historial
Esta tabla muestra los principales resultados de la fase final de cada Campeonato de Campeones de Chile. Para más información sobre un torneo en particular, véase la página especializada de ella en Detalle.
| Año          |                  | Campeón        | Subcampeón       | Tercer lugar   | Cuarto lugar               |  | Nombre del trofeo |
| 1943 Detalle | Santiago Morning | Audax Italiano | Colo-Colo        | Magallanes     | Copa de Campeones de Chile |  |                   |
| 1944 Detalle | Santiago Morning | Unión Española | Magallanes       | Colo-Colo      | Copa de Campeones de Chile |  |                   |
| 1945 Detalle | Colo-Colo        | Unión Española | Santiago Morning | Audax Italiano | Copa de Campeones de Chile |  |                   |

## Palmarés
| Equipo           | Campeón        | Subcampeón     |
| ---------------- | -------------- | -------------- |
| Santiago Morning | 2 (1943, 1944) | 0              |
| Colo-Colo        | 1 (1945)       | 0              |
| Unión Española   | 0              | 2 (1944, 1945) |
| Audax Italiano   | 0              | 1 (1943)       |

## Goleadores
| Edición | Jugador                | Equipo           | Goles |
| ------- | ---------------------- | ---------------- | ----- |
| 1943    | Domingo Romo Raúl Toro | Santiago Morning | 4     |
| 1944    |                        |                  |       |
| 1945    | Tomás Rojas            | Colo-Colo        | 4     |